# Hotel Phillips
El Hotel Phillips es un histórico hotel de 217 habitaciones localizado en la 12th Street en Kansas City (Misuri). Fue abierto en 1931.

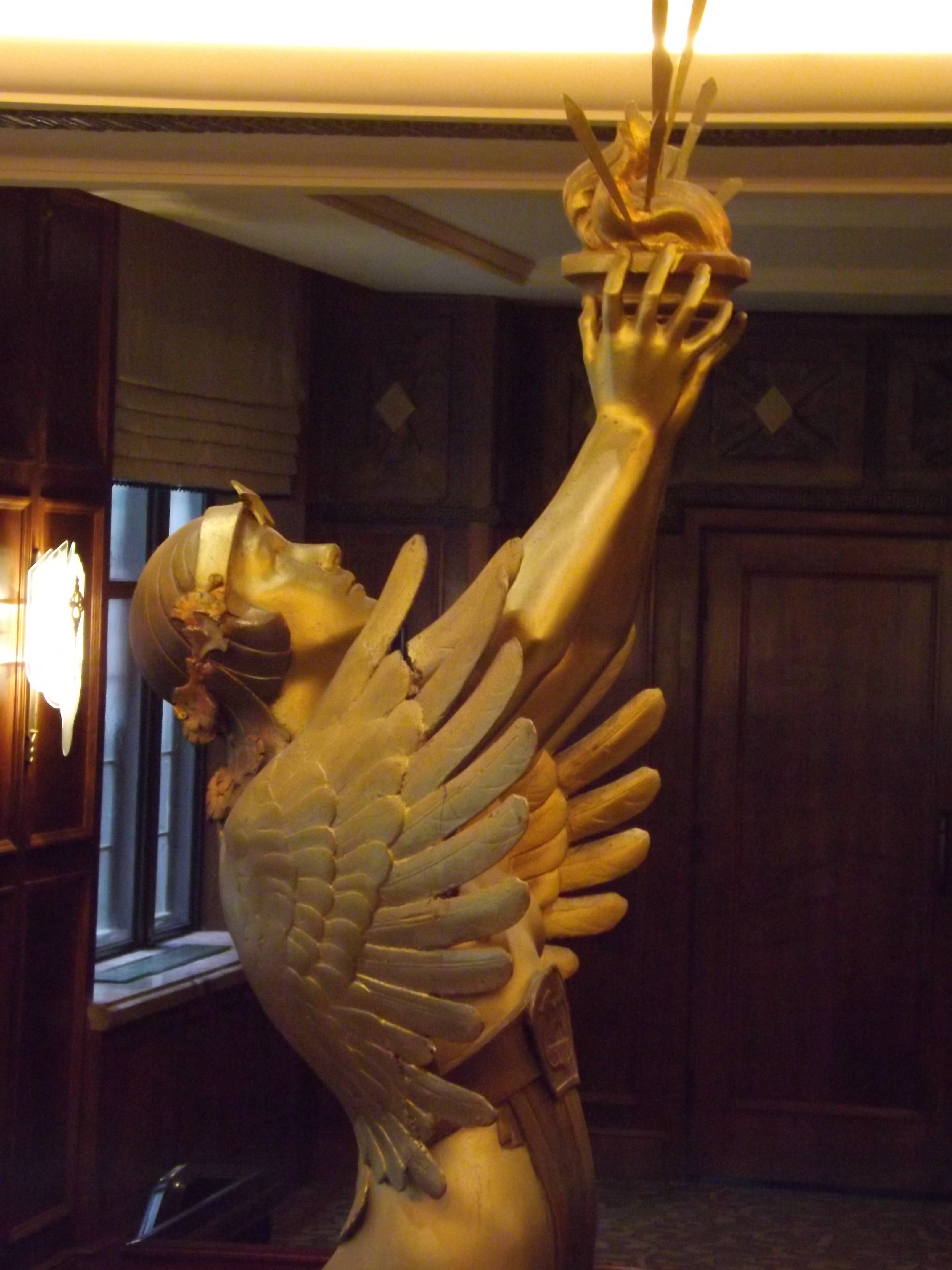
La escultura de la diosa Eos

El edificio fue ocupado anteriormente por el Glennon Hotel, en el que Harry S. Truman tenía una mercería. Ese hotel fue demolido y el Phillips se construyó por 1.6 millones de dólares, siendo inaugurado en febrero de 1931. El hotel era el más alto de Kansas City, con 20 pisos y 74 metros.
Fue inscrito en el Registro Nacional de Lugares Históricos en 1979.
En la entrada hay una escultura de tres metros de la diosa Eos, creada en 1931 por escultor Jorgen Dreyer.
El hotel fue renovado y se integró en la Curio Collection de Hilton.